# Rozšířený fenotyp

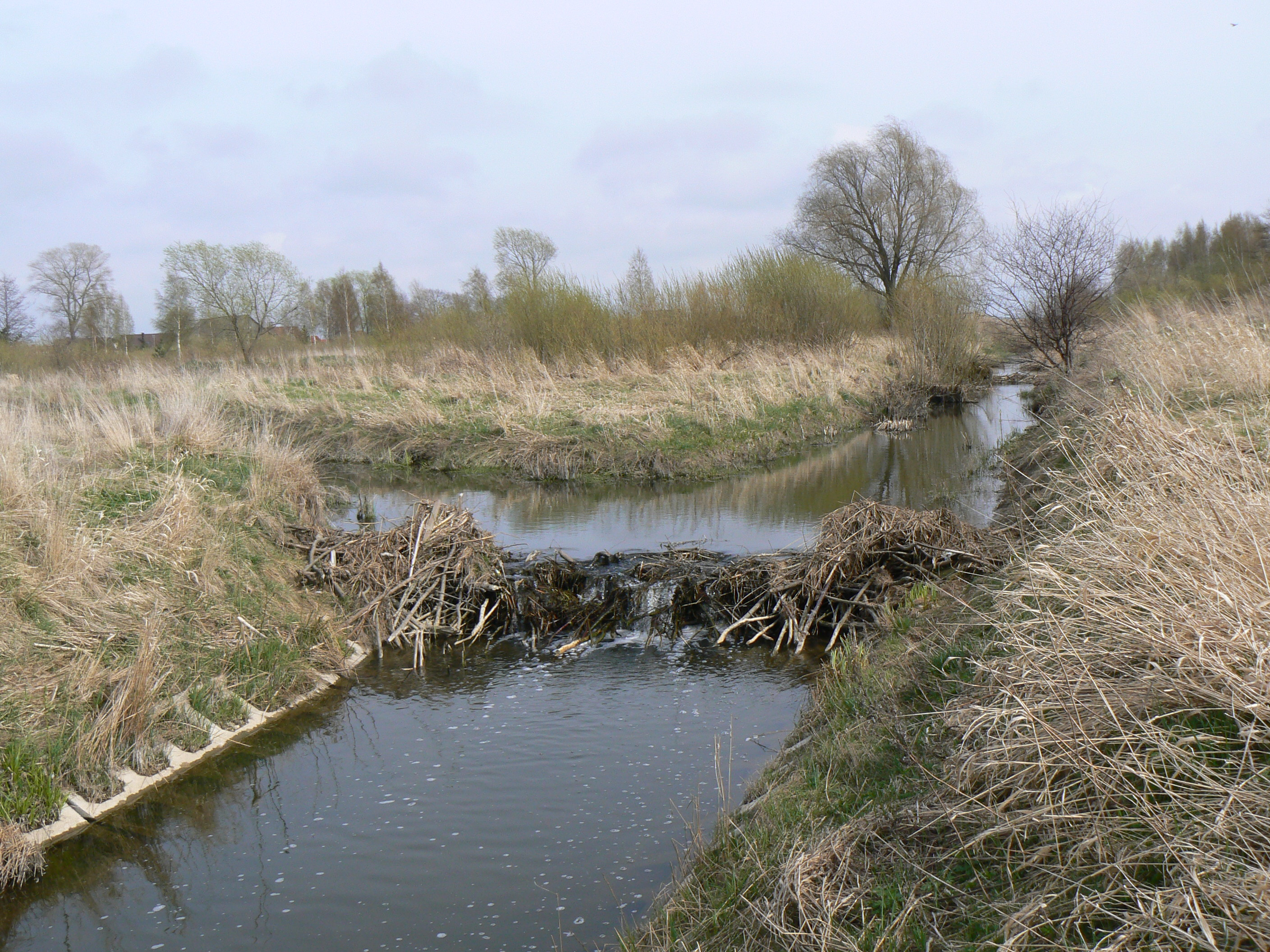
Bobří hráz

Rozšířený fenotyp je koncept Richarda Dawkinse, který představil ve své knize The Extended Phenotype z roku 1982. Rozšířený fenotyp lze shrnout jako veškerý vliv genů na okolní prostředí, tedy i jiné organismy.
Tradičně se genům přisuzovala pouze schopnost ovlivňovat fenotyp vlastního nositele skrze proteosyntézu. Tento koncept však pojímá fenotyp nositele jen jako speciální případ rozšířeného fenotypu a rozšiřuje sféru vlivu genů i mimo tělo  organismu. Geny podle Dawkinse sice přímo ovlivňují pouze genovou expresi, ale nemá podle něj smysl omezovat jejich vliv pouze na tělo nositele. Poukazuje na to, že geny jsou schopny ovlivňovat prostředí skrze chování  organismu, který je nese.

## Způsoby vlivu genů na prostředí
Obecně lze rozlišit tři typy projevů rozšířeného fenotypu. Těmi jsou neživé stavby, změny fenotypových projevů jiných organismů a manipulace na dálku.

### Stavby

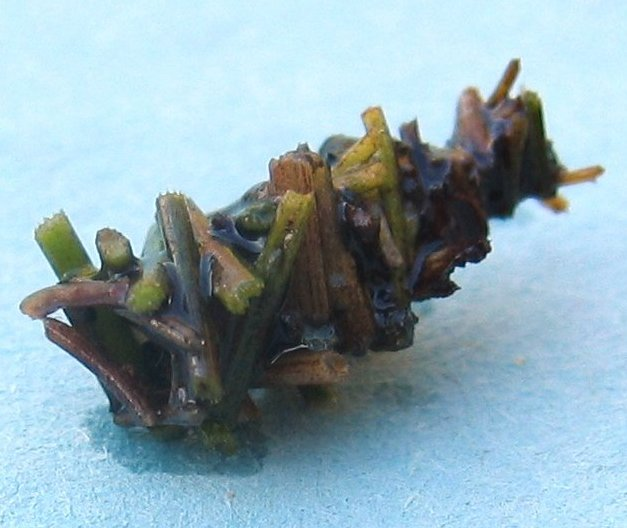
Schránka larvy chrostíka

Prvním je schopnost  organismů ovlivňovat prostředí stavbou neživých objektů. Dawkins sám uvádí bobří hráze nebo larvy chrostíků. Za příklad rozšířeného fenotypu však lze považovat i ptačí hnízda, pavoučí sítě, mraveniště, nadzemní hnízda termitů, ale poněkud kontroverzněji i lidské artefakty. Neživá struktura se tak v tomto případě stává součástí fenotypu  organismu a slouží mu ku prospěchu.

### Změny fenotypových projevů jiného  organismu

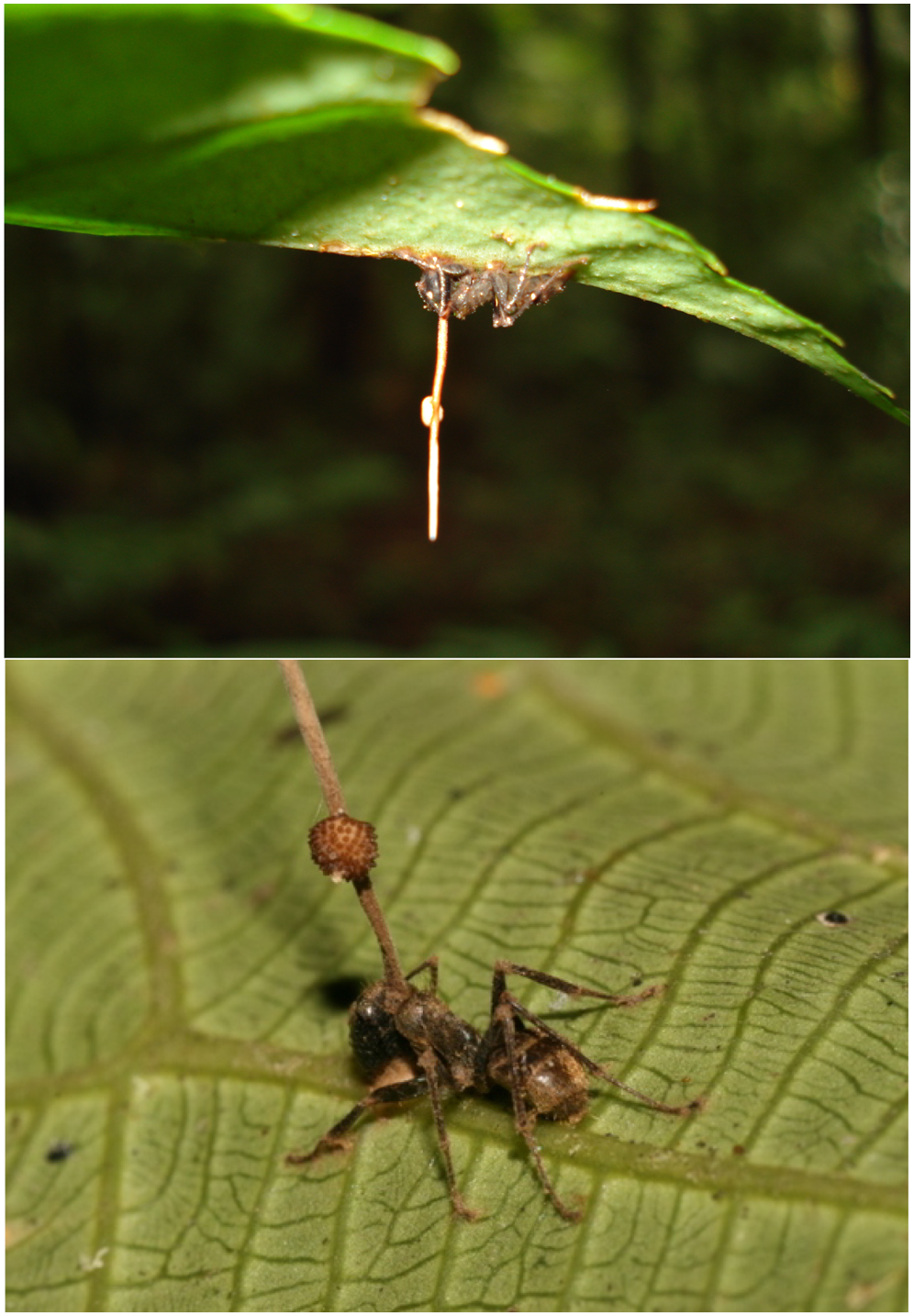
Nahoře do listu zakousnutý mrtvý mravenec Camponotus leonardi ze kterého padají spory houby Ophiocordyceps unilateralis. Dole je viditelná morfologická změna mravence způsobená hyfou houby.

Druhým typem jsou manipulace fenotypem jiného  organismu. Taková manipulace je často provázena viditelnými morfologickými změnami. Cílem je změna chování pozměněného  organismu ve prospěch manipulátorových genů. Tělo hostitele se tak stává rozšířeným fenotypem parazita a pomáhá šíření parazitových genů, ne genů hostitele. 
V parazitologii je tato strategie široce zkoumána, protože vysvětluje schopnost vícehostitelských parazitů cíleně ovlivňovat úspěšnost dovršení jejich vývojového cyklu. Pokud toto jednání vede ke zvýšení možnosti přenosu manipulátora-parazita na dalšího hostitele, hovoříme o tzv. manipulační hypotéze.
Zajímavým příkladem manipulace hostitele parazitem s viditelným morfologickým projevem je počínání houby Ophiocordyceps unilateralis, která napadá mravence Camponotus leonardi žijícího v tropických deštných lesích. Houbou infikovaný mravenec zanechá své obvyklé činnosti a vleze na velice specifické místo ve vegetaci (severní strana, 25 cm nad zemí, vlhkost 94–95 %, teplota 20–30 stupňů Celsia), kde se zakousne do listu rostliny. Právě v tomto prostředí má totiž houba nejlepší podmínky k dozrávání. K tomu dojde zhruba do týdne po mravencově smrti, kdy na jeho hlavě dozrává hyfa houby, která začne produkovat spory padající na další mravence pod místem zakousnutí. Tím dochází k dovršení životního cyklu houby.
Takovéto zombie chování hostitelů není zdaleka výjimečné. Zástupci kmene strunovců (Nematomorpha) dokáží ovlivnit chování svých hostitelů, jimiž jsou členovci. Napadený hostitel vykazuje pozorovatelnou tendenci migrovat k vodě. Přičemž anekdoticky se mezi parazitology tvrdí, že tito členovci doslova páchají „sebevraždu“ skokem do vody.
Kniha Paraziti a jejich biologie udává klasický příklad působení parazita na hostitele. Motolice kopinatá (Dicrocoelium dendriticum) „nutí“ plžího hostitele produkovat slizovité koule s cerkáriemi. Ty jsou pozřeny mravencem, který v důsledku toho zmanipulován vylézá v ranních hodinách opakovaně na stéblo trávy, dokud není spasen býložravcem, což je nutné pro dokončení vývojového cyklu parazita.
Příkladem cílené změny morfologie napadeného  organismu je vznik hálky způsobený činností parazitického  organismu. Parazit svou činností spouští expresi příslušných genů hostitelské rostliny. V důsledku toho dochází ke vzniku specifického morfologického útvaru, který slouží k vývoji parazita.

### Manipulace na dálku

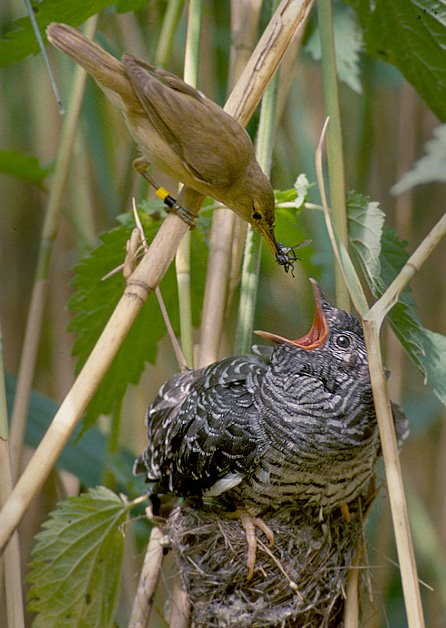
Mládě kukačky obecné krmené rákosníkem

Třetím typem je vliv parazita na hostitele díky komunikaci na dálku. Příkladem je chování kukaččích mláďat, která v rámci strategie hnízdního parazitismu na jiných ptačích druzích zvyšují svoji šanci na přežití intenzivním povykem, kterým vyžadují časté krmení.

## Vznik nových biologických podmínek
Bobr tím, že přehradí řeku výrazně mění niku mnoha  organismů. Podobným způsobem vytvářejí někteří parazité nový typ prostředí a zdrojů. Kořenohlavci rodu Sacculina zamezuje růstu a svlékání krabů. Tím vytváří příznivé podmínky pro prorůstání krunýře epibionty, kteří by zde jinak nepřežili.
Podobně napadení zástupce hmyzu, korýšů, či hlístic bakteriemi rodu Wolbachia vede k neschopnosti napadeného se rozmnožovat s nenapadenými jedinci vlastního druhu. To může v důsledku vést k vytvoření reprodukční bariéry a následně ke vzniku druhu nového.

## Kontroverznost koncepce
Koncepce rozšířeného fenotypu bývá někdy označována za nevědeckou, případně je kritizována kvůli nepřesně definovanému pojmu „fenotyp“. Dawkins sám v úvodu knihy The Extended Phenotype uznává, že nepředkládá testovatelné hypotézy ani vědecký model, který by mohl být hodnocen z hlediska přesnosti. Spíše nabízí nový pohled na fakta a uvádí je do jiných souvislostí.
Navzdory tomu existují studie, které by mohly ukazovat na testovatelnost daného konceptu. Genetické rozdíly mezi několika druhy myší, které si hrabou nory s únikovými chodbami, podle všeho souvisejí s rozdílnou velikostí nor jednotlivých druhů.